# Zakuska
Il termine russo zakuska (закуска) designa un assortimento di piatti e antipasti caldi o freddi serviti prima dei pasti accompagnati da vodka, brandy o cognac.

## Etimologia
La radice etimologica del termine è formata dal verbo zakusit ("dare un piccolo morso"), derivato da kusát ("mordere"). La forma plurale di zakuska, zakuski, indica varie pietanze servite sulla tavola degli zakuski (zakusochnyi stol in russo).

## Origini
Il termine si diffuse in Russia nel XVIII secolo, inizialmente come sinonimo di colazione, e indicava, secondo tradizione, solo piatti freddi, tra cui anche gli avanzi della cena del giorno precedente. In seguito il termine venne ad indicare indistintamente sia i piatti freddi che quelli caldi della cucina russa.
Gli zakuski autentici, tradizionalmente, erano i seguenti:
- sottaceti in salamoia (cavoli, cetrioli e funghi)
- pesce salato (storione, salmone, caviale)
- carne affumicata (prosciutto, pollame, carne di maiale bollita a freddo)

Nel XIX secolo la lista di pietanze indicate dal termine zakuski crebbe notevolmente a causa dell'inclusione di molti piatti tipici francesi, elaborati dagli chef francesi in Russia. Alcune delle pietanze tipiche importate includono paté e verdure marinate, oltre al caratteristico "pane e burro" tedesco.
Le modalità con le quali gli zakuski venivano serviti e la composizione delle pietanze si è evoluta nel tempo al pari della complessità delle portate. Nei primi tempi le portate includevano due o tre piatti diversi accompagnati da vodka e serviti molto prima di pranzo o cena. Col trascorrere dei secoli gli zakuski assunsero rilevanza sempre maggiore in termini di complessità di preparazione e pietanze a disposizione, divenendo, nel XIX secolo, una parte fondamentale dei due pasti principali giornalieri, mantenendo gli stessi tre ingredienti della tradizione: pesce, carne e verdure.
Tuttavia, l'elemento basico degli zakuski è il consumo di bevande alcoliche. Le pietanze, infatti, forniscono il quantitativo minimo di cibo affinché non ci si ubriachi bevendo la tradizionale vodka, la quale presenta un tasso alcolico vicino al 46%. Tale pratica è talmente diffusa nella cultura russa che vi è un proverbio legato al consumo di zakuski per evitare l'ubriachezza:
"kogda p'esh, zakusyvat'nado" (quando bevi, dovresti mangiare qualche zakuska).
In tempi moderni la fusione creata dall'associazione degli zakuski e della vodka si è radicata nella cultura russa al punto che in occasioni di festa si è soliti consumare questi antipasti misti accompagnandoli a sostanze alcoliche per un'ora o più. Alcune delle combinazioni tipiche tra vodka e zakuski prevedono:

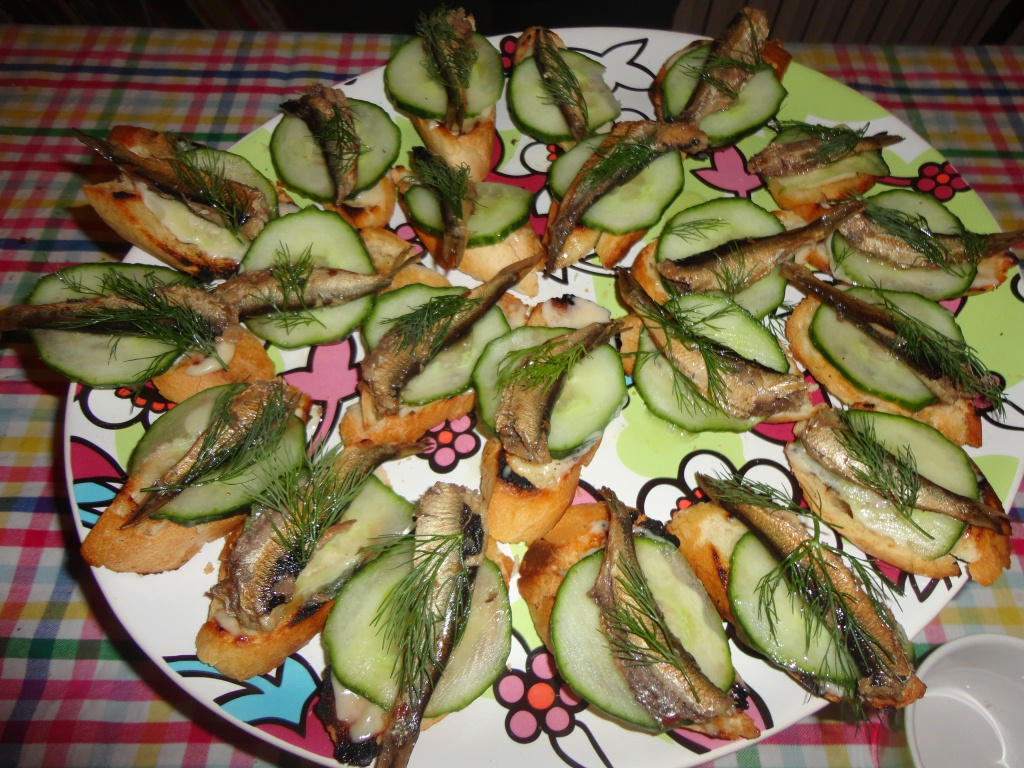
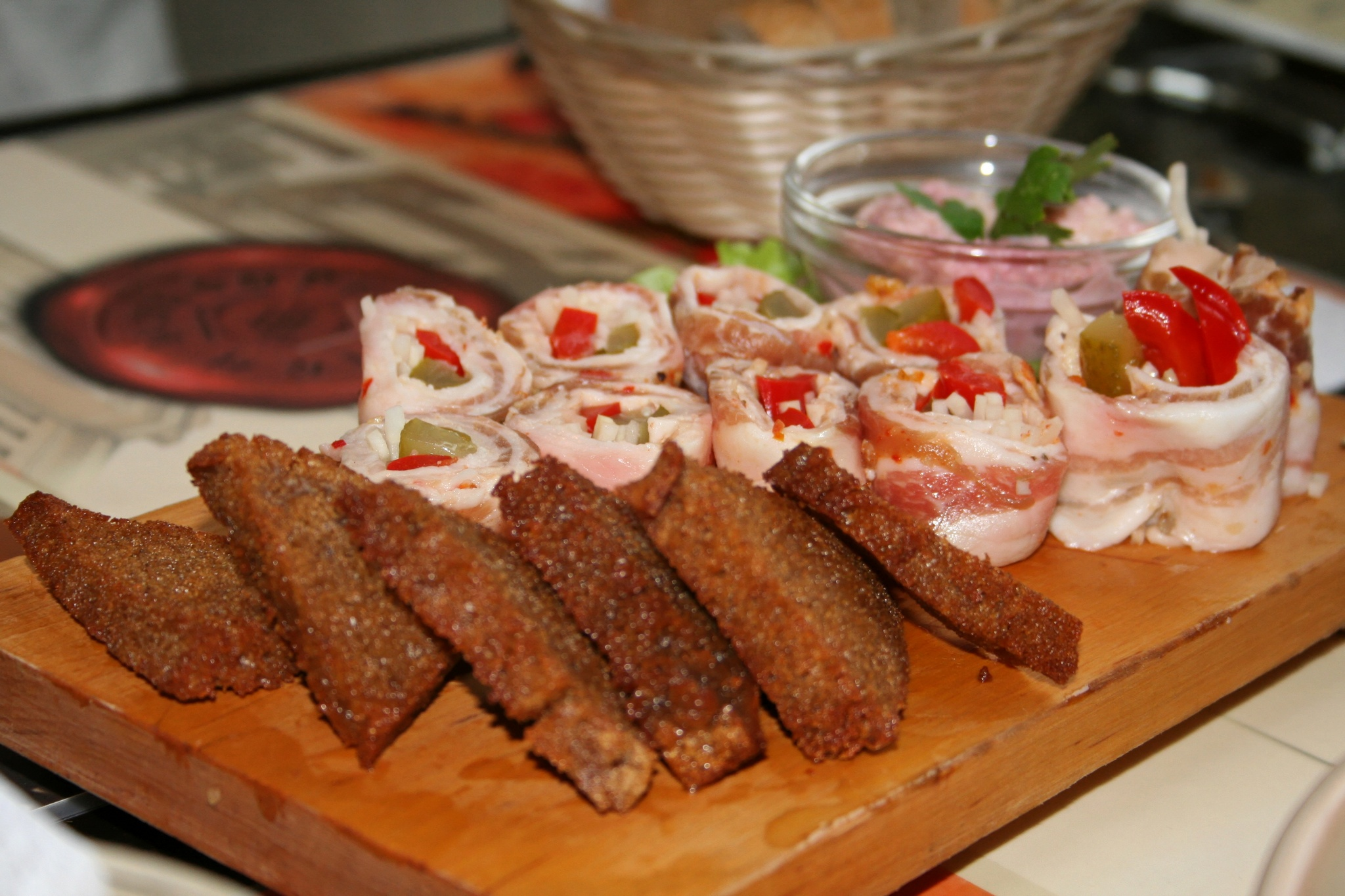
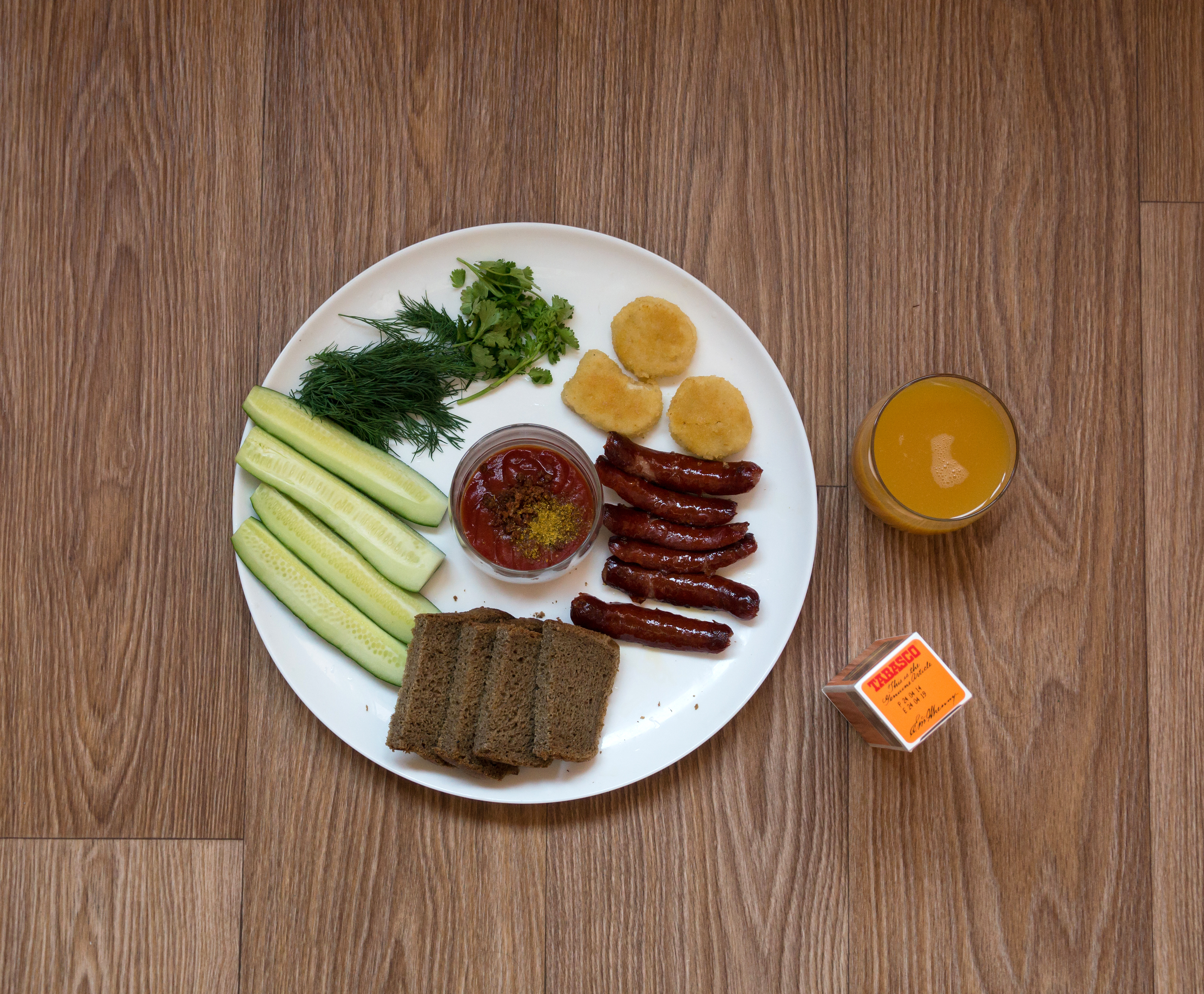
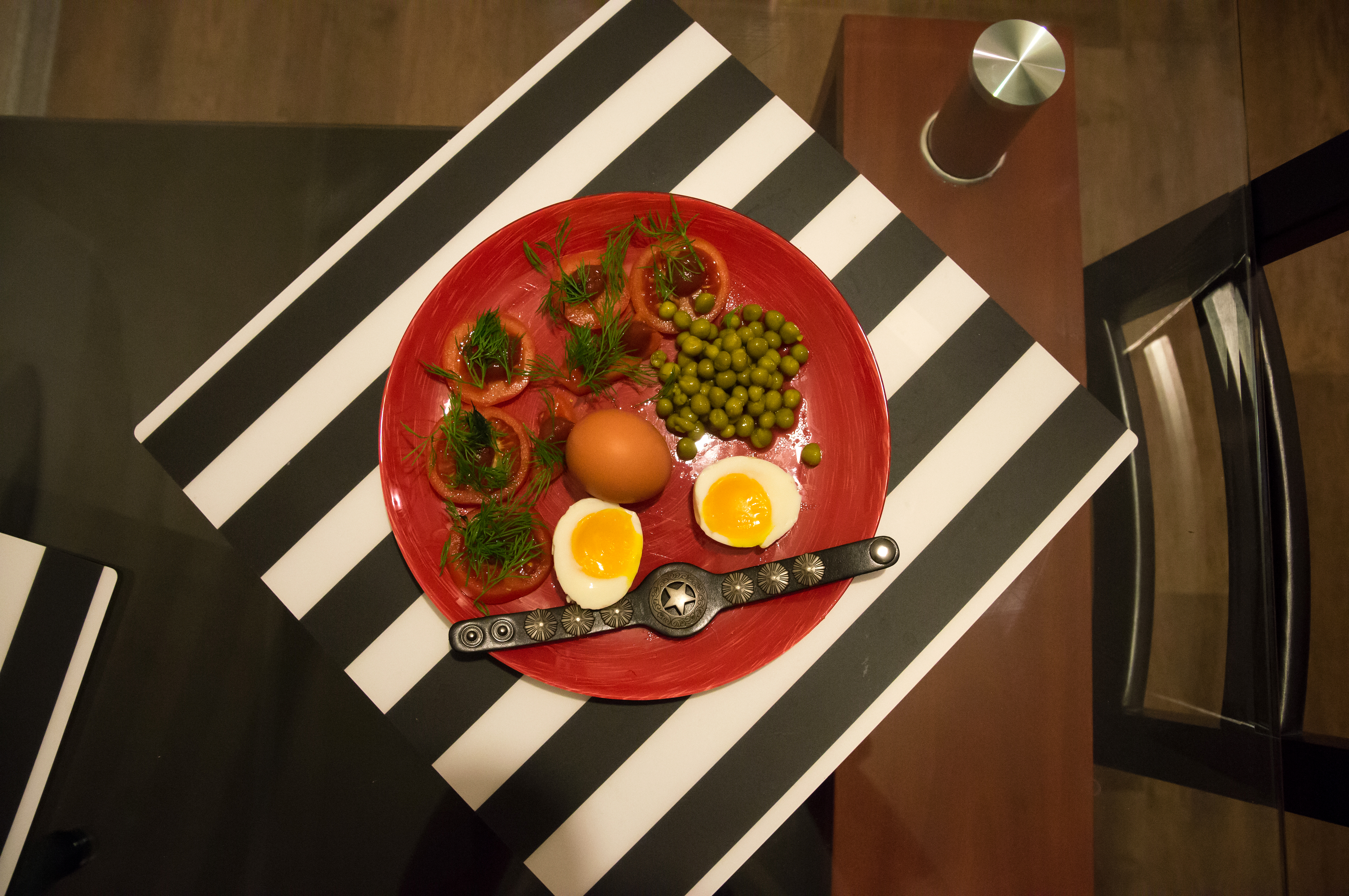

- cetrioli e pomodori
- aringhe con cipolle
- funghi in salamoia con cipolle
- salmone salato servito a freddo
- cipolle marinate in aceto
- caviale sul pane con burro[2]

## Allestimento del tavolo
Nell'allestimento di un tavolo zakuski vengono osservate regole sulla disposizione del tavolo, la sua forma e l'aspetto estetico delle singole portate.
Il tavolo è posizionato nella sala da pranzo o in una stanza attigua ad essa, nello spazio immediatamente seguente l'entrata. La superficie a disposizione viene ornata con numerose posate (spesso servizi destinati allo specifico uso degli zakuski), tovaglioli, bicchieri di media e piccola dimensione destinati al consumo di vodka e altre bevande alcoliche. Acqua e vino saranno consumati successivamente, durante la cena.
La forma del tavolo è ovale o rotonda, posizionata lontana dal muro, per permettere a tutti gli occupanti di servirsi senza difficoltà di tutti gli elementi presenti. Posate, piatti e tovaglioli sono posizionati in circolo per consentire agli ospiti di servirsi simultaneamente evitando le attese; allo stesso modo, gli zakuski sono disposti in due linee parallele, divisi tra piatti caldi e piatti freddi. Al centro del tavolo sono invece posizionati i cestini di pane (sia bianco che nero) e il burro modellato in forme fantasiose, assieme alla vodka e ad altre bevande alcoliche.
L'abbondanza degli zakuski può essere accompagnata dalla consumazione del tè e sostituire il pasto serale. Sebbene nella tradizione culinaria russa gli zakuski rappresentino un fondamento insostituibile, la varietà delle pietanze si è ridotta nel corso degli anni. È possibile trovare un'ampia quantità di cibo, ma una varietà limitata di portate.
La consumazione degli zakuski segue un ordine preciso, partendo dai piatti freddi a base di pesce fresco e ultimando il pasto con i piatti caldi a base di carne. Questi, tuttavia, trovano posto sulla tavola degli "zakuski" in quantità inferiore rispetto ai piatti freddi.
Nei casi in cui gli zakuski hanno una funzione replicativa del pasto serale, al termine della consumazione vengono servite agli ospiti bevande calde come caffè o tè.

## Categorie di zakuski tipici
Le categorie di zakuski freddi sono:
- zakuski di verdure
- zakuski di pesce
- zakuski di carne
- zakuski di uova e formaggio
- sandwich (toast o sandwich ripieni)
- insalate (di verdure/ pesce o carne)

Gli zakuski caldi possono essere eventualmente serviti con quelli freddi.